# 기아 PBV lineup
CES 2024에서 기아가 발표한 전통적인 자동차의 개념을 탈피한 새로운 이동수단으로 단순하면서 직관적인 디자인으로 구현했다.

## 상세
- PV1

PV1은 단거리 물류 운송에 최적화된 기아의 소형 PBV다. 직각 운행이나 사선 주행, 제자리 회전, 원하는 위치로 차량을 자유롭게 회전시키는 피봇 턴 등 자유로운 움직임이 가능하다.
- PV5

기아 최초의 전용 PBV 모델이자 PBV 라인업의 기반이 되는 PV5는 2025년에 출시 예정이다. 전용 EV 플랫폼과 확장된 휠베이스가 만들어낸 넓고 평평한 실내 공간이 특징이며, 베이직(Basic), 딜리버리(Van), 딜리버리 하이루프(High Roof), 샤시캡(Chassis Cab), 로보택시(Robotaxi) 등 다양한 버전으로 출시될 예정이다.
- PV7

PV7은 기아의 두 번째 PBV로, 장거리 물류에 특화된 대형 PBV다. 많은 수의 여객 및 대형 화물을 운반할 수 있을 정도의 넓은 실내 공간성이 특징이며, 활용 목적에 따른 다양한 바디타입 및 시트, 공간 구성이 가능하다.
- PV5 위켄더

2024년 11월 5일 세계 최대 자동차 튜닝 박람회 SEMA 2024에서 PV5 위켄더가 공개됐다. PV5 위켄더는 공간 효율과 실용성 높인 모듈형 실내구조를 갖춘 PBV 콘셉트카로 모듈형 인테리어와 특별한 수납솔루션이 적용됐다. 또한 차량 외부에서도 차량 내 각종 장비에 손쉽게 접근할 수 있도록 설계됐으며, 차량 내에 캠핑에 특화된 조리공간도 탑재됐다. 배터리를 충전하며 V2L 기능을 사용할 수 있도록 태양광 패널과 수력 터빈 휠이 장착됐다.

## 같이 보기
CES
기아
현대자동차그룹